# Portogallo ai Giochi della XXVIII Olimpiade
Il Portogallo partecipò ai Giochi della XXVIII Olimpiade, svoltisi ad Atene, Grecia, dal 13 al 29 agosto 2004, con una delegazione di 81 atleti impegnati in sedici discipline.

## Risultati

### Calcio
- Uomini

| Atleta | Classifica |                       |
| --- | --- | --------------------- |
| V · D · M Nazionale olimpica portoghese · Calcio ai Giochi Olimpici Estivi 2004 1 Moreira · 2 Mário Sérgio · 3 Meireles · 4 Alves · 5 Costa · 6 Meira · 7 Ronaldo · 8 Viana · 9 Almeida · 10 Martins · 11 Ribeiro · 12 Frechaut · 13 Boa Morte · 14 Bosingwa · 15 Lourenço · 16 João Paulo · 17 Danny · 18 Vale · CT : Romão | 14° |                       |
| Nazionale olimpica portoghese · Calcio ai Giochi Olimpici Estivi 2004 | |                       |
| 1 Moreira · 2 Mário Sérgio · 3 Meireles · 4 Alves · 5 Costa · 6 Meira · 7 Ronaldo · 8 Viana · 9 Almeida · 10 Martins · 11 Ribeiro · 12 Frechaut · 13 Boa Morte · 14 Bosingwa · 15 Lourenço · 16 João Paulo · 17 Danny · 18 Vale · CT: Romão                                                                                  | 1 Moreira · 2 Mário Sérgio · 3 Meireles · 4 Alves · 5 Costa · 6 Meira · 7 Ronaldo · 8 Viana · 9 Almeida · 10 Martins · 11 Ribeiro · 12 Frechaut · 13 Boa Morte · 14 Bosingwa · 15 Lourenço · 16 João Paulo · 17 Danny · 18 Vale · CT: Romão | Portogallo (bandiera) |